# 联合运河

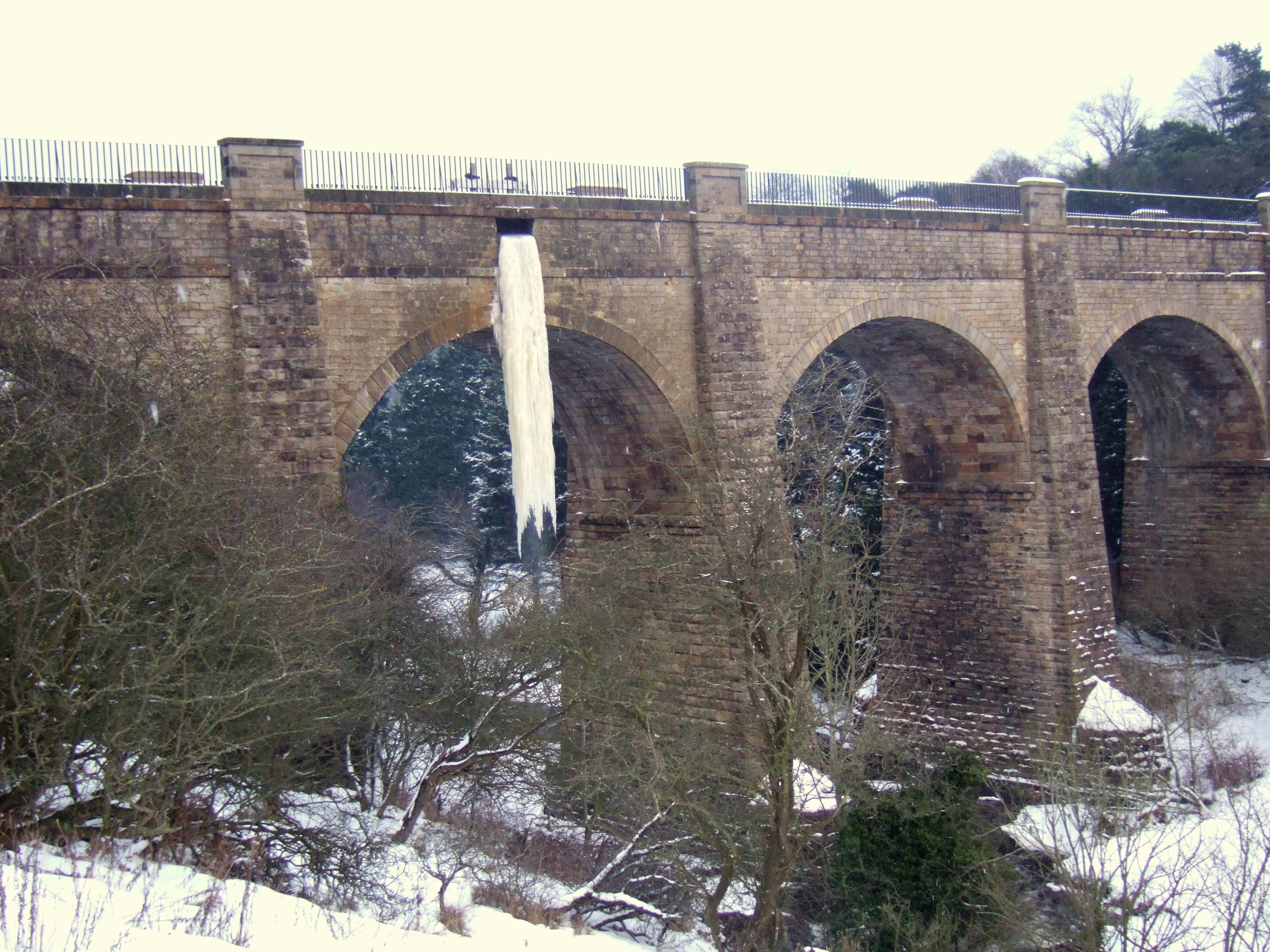
Frozen overflow channel at the River Almond aqueduct during the big freeze of 2010

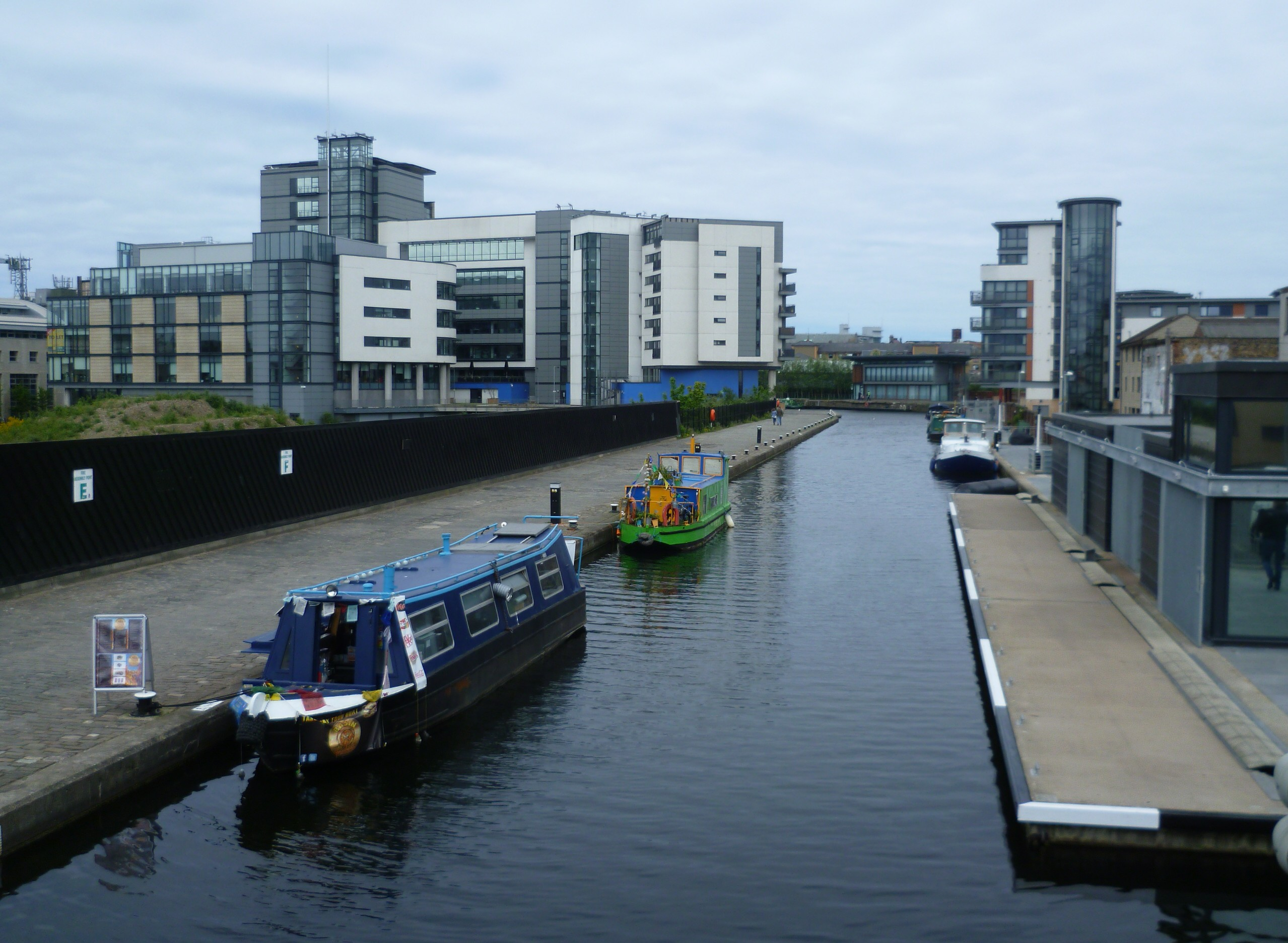
The eastern terminus at Edinburgh Quay

联合运河（英語：Union Canal），全称为爱丁堡与格拉斯哥联合运河（英語：Edinburgh and Glasgow Union Canal) 是一条位于苏格兰的人工运河， 由福尔柯克通向爱丁堡，建造目的为往苏格兰首都运送矿石，尤其是煤矿。运河于1822 年竣工时，成为了当时非常重要的货运渠道。在1842年铁路修建后，尤其是爱丁堡至格拉斯哥线路（英語：Edinburgh and Glasgow Railway)，运河的作用被削弱。运河逐渐失去商业作用，至1933年被停止商业运输。运河流经三个曾经独立的郡，中洛锡安郡、西洛锡安郡和斯特灵郡。运河现已被苏格兰文物局列为在册古迹
因水路运输有所复兴，联合运河于2001年重启，并在2002年通过福尔柯克轮和福斯与克莱德运河重新连接。现运河主要用于休闲用途。

## 建造提议
运河的建造目的是向爱丁堡运输拉纳克郡矿井和矿洞的煤矿。

## 参考文献

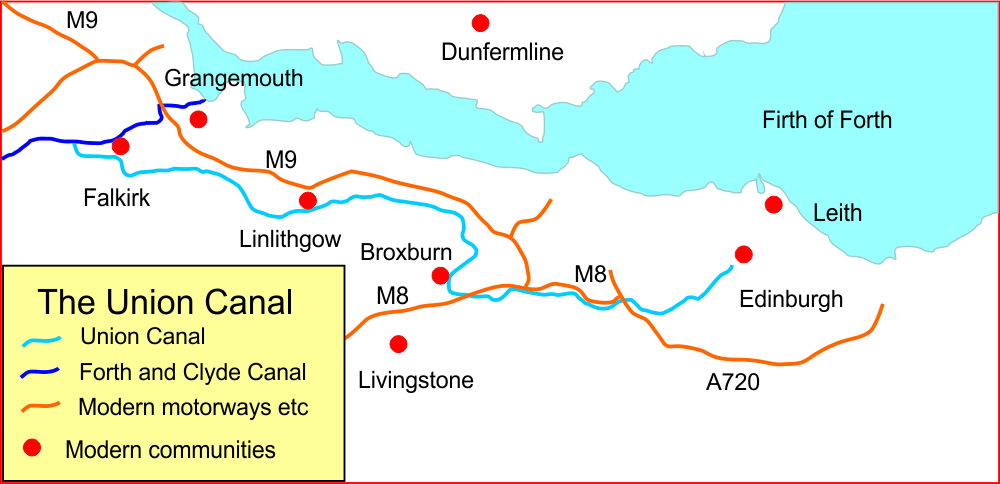
Map of the Union Canal

## 外部連結
维基共享资源上的相關多媒體資源：联合运河